# Brachyrhopala flava
Brachyrhopala flava là một loài ruồi trong họ Asilidae. Brachyrhopala flava được Clements miêu tả năm 2000. Loài này phân bố ở miền Australasia.